# Гальфтер, Виктор Петрович
Ви́ктор Петро́вич Га́льфтер (20 октября 1868, Санкт-Петербург — 16 марта 1951, Лондон) — русский генерал, герой Первой мировой войны, командир лейб-гвардии Московского полка.

## Биография
Православный. Из дворян.
Окончил Александровский кадетский корпус (1885) и 1-е военное Павловское училище (1887), был выпущен подпоручиком гвардии в лейб-гвардии Московский полк.
Чины: поручик (1891), штабс-капитан (1898), капитан (1900), полковник (1908), генерал-майор (1915), генерал-лейтенант (1917).
Окончил Офицерскую стрелковую школу. Командовал ротой Московского полка.
Участвовал в русско-японской войне: был помощником заведующего (1904), заведующим складом Её императорского Величества в Харбине (1904—1905).
В Первую мировую войну командовал лейб-гвардии Московским полком (1915—1917). Был награждён Георгиевским оружием
За то, что в бою 22—23 авг. 1914 г., руководя действиями 3-х баталионов, под огнём противника, ночью атаковал левый фланг его укрепленной позиции у д. Издебно и личным примером довел до штыкового удара свои баталионы.
и орденом Святого Георгия 4-й степени
За то, что в бою с превосходными силами австро-германцев 26 августа 1914 г. при сел. Тарнавка, во главе полка взял укрепленные позиции противника, с боя овладел 30 орудиями, отразив целый ряд яростных атак противника, стремившегося отбить взятые орудия.
В 1917 году командовал бригадой 2-й гвардейской пехотной дивизии и 10-й пехотной дивизией.
Участвовал в Белом движении: в конце 1918 года командовал Северной армией на Украине, в начале 1919 — Западной Добровольческой армией. С апреля 1919 года был начальником военной миссии и находился в распоряжении генерала Гурко в Париже. Летом 1919 находился в штабе войск Юго-Западного края.
После окончания Гражданской войны эмигрировал в Англию. Жил в Лондоне, состоял председателем Объединения лейб-гвардии Московского полка, Союза бывших российских военнослужащих в Англии и Союза Русских военных инвалидов в Великобритании.
Умер в 1951 году в Лондоне.

## Семья
Брат Александр (1870—1931) — полковник лейб-гвардии Московского полка, остался в СССР, репрессирован по делу «Весна».

## Награды
- Орден Святого Станислава 3-й ст. (1896)
- Орден Святой Анны 2-й ст. (1905)
- Орден Святого Владимира 4-й ст. (?) с мечами (1915)
- Орден Святого Владимира 3-й ст. (1913) с мечами (1915)
- Орден Святого Георгия 4-й ст. (ВП 31.01.1915)
- Георгиевское оружие (ВП 31.01.1915)
- Орден Святого Станислава 1-й ст. с мечами (1915)
- Орден Святой Анны 1-й ст. с мечами (1916)
- Высочайшее благоволение (за боевые отличия, ВП 23.01.1916)
- Орден Святого Владимира 2-й ст. с мечами (1916)